# Башмаковский район
Башмако́вский райо́н — административно-территориальная единица (район) и муниципальное образование (муниципальный район) в Пензенской области России. Административный центр — посёлок городского типа Башмаково.

## География
Башмаковский район расположен в западной части Пензенской области. На северо-западе он граничит с Земетчинским, на северо-востоке с Пачелмским, на юго-востоке с Белинским районами области, а на юго-западе с районами Тамбовской области.
По своему географическому положению территория Башмаковского района входит в зону лесостепи. Климат умеренно-континентальный, средняя температура января — -11,5ºС; температура июля +19,5ºС. Средняя высота снежного покрова - 29 см, глубина промерзания почвы - 81 см, среднее годовое количество осадков - 515 мм. Вегетационный период продолжается в среднем 176 дней. Преобладающее направление ветра в летний период - южное и юго-восточное, в зимний - юго-восточное.
Территория района представляет собой слабоволнистую равнину, расчлененную овражно-балочной сетью. Характерной особенностью является то, что район расположен на водоразделе между Волжским и Донским бассейнами. Территория района немного вытянута с севера на юг и занимает площадь 1,6 тысяч квадратных километров.

## История
Башмаковский район образован 16 июля 1928 года.
В июле 1928 года Пензенская губерния вошла в состав Средне-Волжской области. Уезды были ликвидированы, а созданы районы, в том числе и Башмаковский, который находился в подчинении Пензенского Губисполкома.
С октября 1929 года Пензенская губерния стала округом Средне-Волжского края, который позже был преобразован в Куйбышевскую область. С 1929 года Башмаковский район находился в подчинении Пензенского окружного исполкома.
В 1930 году происходило дальнейшее укрепление административных границ района и упразднение округов, район стал находиться в непосредственном подчинении Средне-Волжского крайисполкома. В административное подчинение Башмаковского района переданы часть территории Пачелмского и Поимского районов. В районе в то время насчитывалось 48 сельских Советов, более 100 колхозов, около 120 тысяч населения.
В сентябре 1937 года Башмаковский район из Куйбышевской области вошёл в состав Тамбовской области.
4 февраля 1939 года в результате деления Тамбовской области на Тамбовскую и Пензенскую, Башмаковский район вошёл в состав Пензенской области. 1 апреля 1959 в состав Башмаковского района вошел Соседский район..
В соответствии с Указом Президиума Верховного Совета РСФСР от 1 февраля 1963 года «Об укрупнении сельских районов, образовании промышленных районов и изменении подчиненности районов и городов Пензенской области» был образован Башмаковский сельский район.
В 1963 году к Башмаковскому району был присоединен Пачелмский район.
В 1965 году сельские районы были преобразованы в районы. В том же году Пачелмский и Башмаковский районы были разъединены. Современные границы района сохранены с 1965 года.

## Часовой пояс
Башмаковский район находится в часовой зоне МСК (московское время). Смещение применяемого времени относительно UTC составляет +3:00

## Климат
Климат Башмаковского района, как и всей Пензенской области, умеренно-континентальный, зима умеренно холодная и длительная, длится с начала ноября по конец марта. Лето тёплое, длится с конца мая по начало сентября, Самые низкие температуры отмечены — 43, а самые высокие +38. Климат поселка Башмаково близок к московскому, но континентальность выше, а осадков выпадает меньше. Годовая сумма осадков в среднем 500 мм.
Продолжительность дня 21 декабря — 7 часов 32 минуты, 21 июня — 16 часов 57 минут.

## Флора и растительность
Территория района представляет собой типичную лесостепную географическую зону средних широт восточной половины Европейской равнины. Значительные площади района занимают выщелоченные чернозёмы.
Северная часть района более возвышена, сильно изрезана оврагами и балками. Здесь сосредоточены основные лесные массивы. Под лесом занято 4618 гектаров. Южная часть района по абсолютным отметкам несколько ниже, с более спокойным рельефом, но тоже расчленена речной и овражной сетью. Здесь естественные сенокосы, пастбища, их площади значительны.
Территория района составляет два основных компонента — лес и степь.
Лесная растительность представлена в виде относительно небольших разрозненных участков и просто небольших колков сохраненных по склонам оврагов и балок. Основные лесные площади занимают лиственные виды деревьев и кустарников.

## Официальные символы Башмаковского района
Утвержден решением Комитета местного самоуправления р.п. Башмаково (#177-33/IV) от 21 ноября 2006 года.
Номер в Геральдическом регистре РФ: 27
Герб Башмаковского района Пензенской области.
Геральдическое описание герба Башмаковского района.
«В червлёном поле на положенном в оконечности вогнутом составном чёрно-серебряном узком поясе — золотой обернувшийся лев, держащий в правой передней лапе стрелу того же металла»
Обоснование символики герба Башмаковского района.
Герб Башмаковского района отражает исторические, культурные и экономические особенности района. Своим появлением и развитием Башмаково обязано строительству железной дороги Москва-Сызрань, начатому в 1861 году. По первоначальному плану железная дорога должна была проходить в стороне, но крупный помещик Эспехо добился того, что железнодорожное полотно провели на границе его земель. Станция была построена между деревнями Михайловка и Колесовка, объединив их в один населённый пункт. В 1875 году станция Михайловка была переименована в Башмаково, в честь инженера С. Д. Башмакова, который осуществлял строительство. Золотой лев, держащий стрелу из герба рода Башмаковых напоминает о роли С. Д. Башмакова в истории района.
Геральдическая фигура — вогнутый пояс, составленный из серебряных и чёрных частей, символизирует железнодорожное полотно и аллегорически показывает, что экономика современного Башмаковского района опирается на развитую транспортную сеть. По территории района проходит Куйбышевская железная дорога, связывающая район с областным центром, столицей России и другими регионами; ряд автомобильных трасс регионального значения.
Золото — символ урожая, богатства, стабильности, уважения и интеллекта.
Серебро — символ чистоты, совершенства, мира и взаимопонимания.
Красный цвет — символ мужества, силы, трудолюбия, красоты и праздника.
Чёрный цвет — символ скромности, мудрости, вечности бытия.
Флаг Башмаковского района Пензенской области
Описание флага
 «Флаг представляет собой прямоугольное красное полотнище с отношением ширины к длине 2:3, несущее вдоль нижнего края, на расстоянии в 1/11 ширины полотнища от края, полосу в 1/9 полотнища, состоящую из 5 черных и 4 белых частей, и в центре — изображение обернувшегося жёлтого льва с белой стрелой в передних лапах, задними лапами опирающегося на составную полосу».
Обоснование символики флага Башмаковского района.
Флаг Башмаковского района разработан на основе герба, который отражает исторические, культурные и экономические особенности района.
Полоса, составленная из белых и чёрных частей, символизирует железнодорожное полотно и аллегорически показывает, что экономика современного Башмаковского района опирается на развитую транспортную сеть. По территории района проходит Куйбышевская железная дорога, связывающая район с областным центром, столицей России и другими регионами; ряд автомобильных трасс регионального значения.
Жёлтый цвет (золото) — символ урожая, богатства, стабильности, уважения и интеллекта.
Белый цвет (серебро) — символ чистоты, совершенства, мира и взаимопонимания.
Красный цвет — символ мужества, силы, трудолюбия, красоты и праздника.
Чёрный цвет — символ скромности, мудрости, вечности бытия

## История
Башмаковский район образован 16 июля 1928 года в составе Пензенского округа Средне-Волжской области.
С 1929 по 1935 годы район в составе Средневолжского (Куйбышевского) края, с 1936 по 1937 годы — в Куйбышевской области. 27 ноября 1937 года район включён в состав Тамбовской области. В феврале 1939 года передан из Тамбовской области в состав вновь образованной Пензенской области.
В апреле 1959 года в состав района включена территория упразднённого Соседского района.
В 1963—1965 годах в состав района входила территория упразднённого Пачелмского района.

## Население
| 1939    | 1959    | 1970    | 1979    | 1989    | 2002    | 2004    |
| ------- | ------- | ------- | ------- | ------- | ------- | ------- |
| 46 037  | ↗49 480 | ↘41 092 | ↘32 785 | ↘28 032 | ↘25 159 | ↗26 105 |
| 2009    | 2010    | 2011    | 2012    | 2013    | 2014    | 2015    |
| ↘22 933 | ↗23 304 | ↘23 205 | ↘22 815 | ↘22 406 | ↘21 973 | ↘21 483 |
| 2016    | 2017    | 2018    | 2021    |         |         |         |
| ↘20 981 | ↘20 708 | ↘20 327 | ↘19 587 |         |         |         |

### Урбанизация
В городских условиях (пгт Башмаково) проживают 48.06 % населения района.

### Национальный состав
В районе проживает в основном русское население, остальные национальности составляют всего 6%: это мордва, татары, украинцы, немцы, евреи, армяне и другие. Плотность населения - 14 человек на 1 квадратный километр.

## Достопримечательности
Башмаковский краеведческий музей
Братская могила погибших во время кулацкого мятежа в с. Топориха
Обелиск, установленный на месте где в 1861 году проходило Кандиевское восстание
Усадебный дом Долгоруковой
Церковь Казанской Божьей Матери
Церковь Михаила Архангела
Церковь Троицкая
Памятник воинской доблести земляков в годы Великой Отечественной войны
Памятники архитектуры – комплекс железнодорожных зданий (вокзал, элеватор, водонапорная башня) на центральной площади бывшего села Михайловки и церковь Михаила Архангела (1895) на северной окраине поселка.
3 археологических памятника – курганные могильники в окрестностях поселка 2–1-го тыс. до н. э.: 1) из 2-х курганов, в 1,5 км к востоку от поселка, на возвышении между тремя оврагами; 2) из 2-х курганов, в 4 км к северу от поселка, местное название Шмаков бугор; 3) из 2-х курганов, в 2 км к северо—западу от поселка. 

## Религия
В настоящее время в Башмаковском районе христианская и исламская культуры успешно сосуществуют друг с другом. Большинство населения исповедует христианство, приверженцы остальных вероисповеданий немногочисленны.
На территории района действует восемь православных церквей.

## Административное деление
В Башмаковский район как административно-территориальное образование входят 1 рабочий посёлок (пгт) и 9 сельсоветов.
В муниципальный район входят 10 муниципальных образований, в том числе 1 городское поселение и 9 сельских поселений.
| №        | Муниципальное образование | Административный центр    | Количество населённых пунктов | Население | Площадь, км2 |
| -------- | ------------------------- | ------------------------- | ----------------------------- | --------- | ------------ |
| 1e-06    | Городское поселение:      |                           |                               |           |              |
| 1        | рабочий посёлок Башмаково | рабочий посёлок Башмаково | 1                             | ↘9414     | 11,01        |
| 1.000002 | Сельские поселения:       |                           |                               |           |              |
| 2        | Алексеевский сельсовет    | село Никульевка           | 3                             | ↗1379     | 173,85       |
| 3        | Бояровский сельсовет      | село Каменка              | 4                             | ↗411      | 121,25       |
| 4        | Высокинский сельсовет     | село Высокое              | 5                             | ↘986      | 109,92       |
| 5        | Знаменский сельсовет      | село Знаменское           | 16                            | ↗1228     | 280,31       |
| 6        | Кандиевский сельсовет     | село Кандиевка            | 3                             | ↗448      | 81,49        |
| 7        | Липовский сельсовет       | село Липовка              | 3                             | ↗925      | 175,03       |
| 8        | Подгорнский сельсовет     | село Подгорное            | 3                             | ↗372      | 94,68        |
| 9        | Соседский сельсовет       | село Соседка              | 5                             | ↗1509     | 151,95       |
| 10       | Троицкий сельсовет        | село Тимирязево           | 10                            | ↗1747     | 180,50       |
| 11       | Шереметьевский сельсовет  | село Шереметьево          | 7                             | ↘1168     | 238,50       |

Законом Пензенской области от 15 мая 2019 года № 3326-ЗПО, вступившим в силу 25 мая 2019 года, преобразованы путём их объединения во вновь образованные муниципальные образования:
- Алексеевский сельсовет и Починковский сельсовет — в Алексеевский сельсовет;
- Знаменский сельсовет и Сосновский сельсовет — в Знаменский сельсовет;
- Соседский сельсовет и Соломинский сельсовет — в Соседский сельсовет.

### Населённые пункты
В Башмаковском районе 60 населённых пунктов.
| №  | Населённый пункт     | Тип                     | Население | Муниципальное образование |
| -- | -------------------- | ----------------------- | --------- | ------------------------- |
| 1  | Алексеевка           | село                    | ↘224      | Алексеевский сельсовет    |
| 2  | Башмаково            | рабочий посёлок         | ↘9414     | рабочий посёлок Башмаково |
| 3  | Белозёрка            | село                    | ↘0        | Шереметьевский сельсовет  |
| 4  | Бояровка             | село                    | ↘101      | Бояровский сельсовет      |
| 5  | Высокое              | село                    | ↘448      | Высокинский сельсовет     |
| 6  | Гаугеровка           | село                    | ↘33       | Липовский сельсовет       |
| 7  | Глебовка             | разъезд                 | 20        | Шереметьевский сельсовет  |
| 8  | Глебовка             | село                    | ↘144      | Шереметьевский сельсовет  |
| 9  | Громок               | село                    | ↘77       | Соседский сельсовет       |
| 10 | Дмитриево-Поливаново | село                    | ↘18       | Знаменский сельсовет      |
| 11 | Дружный              | посёлок                 | ↘591      | Высокинский сельсовет     |
| 12 | Ермаковский          | посёлок                 | 6         | Троицкий сельсовет        |
| 13 | Займище              | посёлок                 | 0         | Подгорнский сельсовет     |
| 14 | Заливной             | посёлок                 | 11        | Знаменский                |
| 15 | Змиевка              | посёлок                 | 7         | Высокинский сельсовет     |
| 16 | Знаменское           | село                    | ↘1094     | Знаменский сельсовет      |
| 17 | Ивановка             | деревня                 | 17        | Высокинский сельсовет     |
| 18 | Калиновка            | посёлок                 | 9         | Знаменский                |
| 19 | Калиновский          | посёлок                 | 3         | Троицкий сельсовет        |
| 20 | Каменка              | село                    | ↘461      | Бояровский сельсовет      |
| 21 | Кандиевка            | разъезд                 | 7         | Кандиевский сельсовет     |
| 22 | Кандиевка            | село                    | ↗473      | Кандиевский сельсовет     |
| 23 | Кирилловка           | село                    | ↘248      | Липовский сельсовет       |
| 24 | Красный              | посёлок                 | 25        | Знаменский                |
| 25 | Кузёмкино            | село                    | ↘117      | Троицкий сельсовет        |
| 26 | Кянда                | село                    | ↘69       | Соседский сельсовет       |
| 27 | Липовка              | село                    | ↘857      | Липовский сельсовет       |
| 28 | Луч                  | посёлок                 | 104       | Троицкий сельсовет        |
| 29 | Малая Ушинка         | деревня                 | 0         | Знаменский сельсовет      |
| 30 | Марат                | село                    | ↘444      | Алексеевский сельсовет    |
| 31 | Митрофаново          | село                    | ↘647      | Шереметьевский сельсовет  |
| 32 | Николаевка           | село                    | ↘81       | Кандиевский сельсовет     |
| 33 | Никульевка           | село                    | ↘915      | Алексеевский сельсовет    |
| 34 | Новознаменский       | посёлок                 | ↘594      | Троицкий сельсовет        |
| 35 | Новокуземкинский     | посёлок                 | 10        | Троицкий сельсовет        |
| 36 | Новопетровский       | посёлок                 | 0         | Знаменский                |
| 37 | Новопокровский       | посёлок                 | 3         | Знаменский                |
| 38 | Ольшанка             | село                    | ↘12       | Знаменский                |
| 39 | Орловка              | деревня                 | 43        | Знаменский                |
| 40 | Первое Мая           | посёлок                 | 16        | Знаменский сельсовет      |
| 41 | Петровское           | село                    | ↘142      | Высокинский сельсовет     |
| 42 | Подвал               | посёлок                 | 2         | Троицкий сельсовет        |
| 43 | Подгорное            | село                    | ↘374      | Подгорнский сельсовет     |
| 44 | Поминаевка           | село                    | ↘15       | Бояровский сельсовет      |
| 45 | Пятницкое            | село                    | ↘63       | Шереметьевский сельсовет  |
| 46 | Рудовка              | посёлок                 | 3         | Подгорнский сельсовет     |
| 47 | Рязановка            | посёлок                 | 0         | Знаменский                |
| 48 | Самариха             | село                    | →0        | Знаменский сельсовет      |
| 49 | Смирновский          | посёлок                 | 0         | Знаменский                |
| 50 | Соломинка            | село                    | ↘441      | Соседский сельсовет       |
| 51 | Соседка              | село                    | ↘1379     | Соседский сельсовет       |
| 52 | Сосновка             | село                    | ↘294      | Знаменский                |
| 53 | Софьевка             | село                    | ↘190      | Шереметьевский сельсовет  |
| 54 | Спиртзавод           | посёлок                 | 182       | Знаменский сельсовет      |
| 55 | Тимирязево           | село                    | ↘1039     | Троицкий сельсовет        |
| 56 | Троицкое             | село                    | ↘209      | Троицкий сельсовет        |
| 57 | Удалая               | деревня                 | 9         | Соседский сельсовет       |
| 58 | Хутор                | железнодорожная станция | 2         | Троицкий сельсовет        |
| 59 | Чудная               | деревня                 | 95        | Бояровский сельсовет      |
| 60 | Шереметьево          | село                    | ↘504      | Шереметьевский сельсовет  |

### Упразднённые населённые пункты
- Александровка
- Берёзовка
- Воскресеновка
- Заовражный
- Милашка

| - Новокрасивский - Покровское - Починки - Росташи - Топкино - Ульяновка |

- 2001 год — село Ильинка Знаменского сельсовета[23]
- 2004 год — село Богданиха[24].

## Известные жители
- Стрижков, Матвей Петрович (1914—1989) — Герой Советского Союза.
- Алехин Александр Александрович (1892—1946) — шахматист, 4-й в истории шахмат чемпион мира, мировой рекордсмен по игре в «слепую», шахматный теоретик, литератор, доктор права.
- Поляков, Александр Филатович (1908—1942) — советский писатель.
- Туманов, Константин Иванович  — машинист экскаватора Герой Социалистического Труда (30.03.1971)[25]